# Freigericht
Freigericht è un comune tedesco di 14 641 abitanti situato nel land dell'Assia.